# Chiesa di San Pietro in Carpignano
La chiesa di San Pietro in Carpignano è luogo di culto cattolico situato nel comune di Quiliano, in provincia di Savona.

## Ubicazione
La chiesa di San Pietro in Carpignano si trova al centro dell’omonimo parco archeologico-naturalistico istituito nel 2010 con delibera della Regione Liguria.
Il complesso di culto, di origine protoromanica, è stato, nel corso dei secoli, mutato nelle dimensioni e nell’orientamento. Le campagne di scavo hanno appurato nel sito l’esistenza di una villa romana di età imperiale dotata di vasta area produttiva. Resti di decorazione pittoriche parietali e di mosaici, epigrafi di epoca romana e altomedievale, manufatti lapidei, ceramici e metallici documentano l'importanza sul territorio dell’insediamento dall’età imperiale a tutto il Medioevo.
L’edificio religioso è visitabile in occasione di visite guidate periodiche con accesso libero e gratuito in tutti i periodi dell’anno.

## Citazioni storiche
Il sito è antichissimo: indagini archeologiche effettuate anche in tempi recenti hanno offerto una serie di reperti databili a partire dal I secolo. La scoperta di una vasca di epoca romana fa presumere un insediamento di tipo agricolo adiacente a un ramo della Via Aemilia Scauri che collegava la vicina Vada Sabatia (l’attuale Vado Ligure) con la pianura Padana attraverso la val Quazzola (ove sussistono ancora ponti di epoca romana).
Tuttavia le più antiche notizie su questo sito risalgono a un documento di cessione di diritti di proprietà del 24 aprile 1180 quando Pietro, preposito di san Giorgio, dà per 29 anni a Ottone di Traisio i diritti della chiesa di San Pietro in Carpignano. Da questo atto appare chiara la dipendenza di San Pietro dal monastero genovese dei Benedettini di Fruttuaria.
Successivamente, nell’atto di vendita dei possedimenti del 10 aprile 1191, la chiesa è citata come riferimento topografico nel documento in cui il marchese Ottone Del Carretto vende ai Consoli Savonesi tutto ciò che possiede da Sancto Petro de Carpignano infra usque Saonam (documento di emancipazione della comunità savonese dall’autorità feudale), atto in cui la chiesa figura citata come termine di confine tra i due territori in questione (Savona e Quiliano).

## Descrizione
L'edificio si installa direttamente sopra un'area sepolcrale in uso dall'età imperiale fino al XVIII secolo. Gli scavi archeologici effettuati in vari settori hanno permesso così di analizzare con cura il succedersi delle modalità e dei rituali di sepoltura nelle diverse epoche. In eta post-augustea quest'area era attigua a una villa suburbana facente parte di un Fundus Carpinianus a carattere agricolo o artigianale di cui si è rinvenuta parte di un'articolata a ampia canalizzazione delle acque.
La presenza di una chiesa, in gran parte costruita con recupero di materiale romano, è documentata fin dall'XI secolo d.C.
Chiamato localmente San Pè d'i Coi (San Pietro dei Cavoli), dicitura riferita alle coltivazioni prevalenti nella zona nel secolo scorso, fu edificata sui resti di una villa tardo romana, dell'originale impianto in stile romanico rimane visibile il vicino campanile, quest'ultimo costruito proprio su una colonna forse restante della medesima villa. Il campanile, unito al corpo di fabbrica della chiesa attuale da un vano con apertura ad arco, è invece datato al XIV secolo e presenta anch'esso materiali di reimpiego di eta classica.
Il luogo, leggermente rilevato rispetto al torrente Quiliano in modo da non subirne le esondazioni, continuò a essere frequentato anche nell’alto medioevo come sito religioso. Alcuni ritrovamenti di insegne di pellegrino, la dedicazione della chiesa a san Pietro e l’ubicazione in prossimità della costa, fanno ritenere il sito una tappa di passaggio dei pellegrini sulla via di Roma e forse anche verso Santiago di Compostela. Mentre l'antica dedicazione a san Pietro appare in evidente riferimento ai pellegrini che si recavano a Roma, la denominazione di san Pietro in Vincoli ha indotto alcuni studiosi a collegarla al periodo del savonese Giuliano della Rovere (cardinale di San Pietro in Vincoli) poi papa col nome di Giulio II, il cui monumento funebre, con il famoso Mosè di Michelangelo, si trova appunto in quella basilica romana.
Le tracce di muratura fanno ipotizzare un primo edificio tardoantico-altomedievale. Agli inizi dell’XI secolo venne avviata la costruzione di una chiesa romanica di cui si possono ancora vedere resti di muratura e la base dell’abside sul lato destro dell’attuale cappella.
Con le ristrutturazioni dei secoli XVII e XVIII, fu modificato non solo l'orientamento dell'edificio romanico (orientato a est come le chiese più antiche), intorno alla metà del Seicento forse per un cattivo stato di conservazione, ma fu anche ridimensionato a circa metà della lunghezza e costruito l'antistante sagrato, assunse l'attuale struttura architettonica a navata unica con abside semicircolare rivolta a sud con l'ingresso è stato ruotato di 90° rispetto alla posizione originale e il portale ad arco.
Resti dell'antica muratura perimetrale collegano l’attuale facciata al campanile cuspidato in laterizio che poggia per un angolo su una colonna romana di reimpiego (unica rimasta di quelle che dovevano sostenere le volte romaniche), staccato dalla chiesetta, restò immutato fino al XVII secolo, l'attuale corpo è databile al 1710, periodo in cui venne restaurata per volere della signora Annamaria Gavotti e trasformato nell’attuale cappella (orientata con la facciata a sud), che ingloba la parte iniziale della chiesa precedente.